# Мена, Мария Виктория
Мари́я Викто́рия Ме́на (норв. Maria Viktoria Mena, родилась 19 февраля 1986 года, Осло, Норвегия) — норвежская певица.

## Биография
Родилась в театральной семье, отец барабанщик, мать сценаристка. В 2002 году написала дебютный сингл «Fragile (Free)», который вышел в Норвегии. Песня «My Lullaby» была выпущена вторым релизом и заняла 5-е место в Norwegian Singles Chart, после выхода у певицы появились первые поклонники. Немногим позже выходит дебютный альбом Марии «Another Phase». В 2004 году певица выпускает 2 альбома — «Mellow» и «White Turns Blue». В 2005 году записывает пластинку «Apparently Unaffected». В 2007 году принимает участие в фестивале Live Earth в Гамбурге. В 2008 году выходит четвёртый альбом певицы «Cause and Effect».

## Дискография
- Another Phase (2002)
- Mellow (2004)
- White Turns Blue (2004)
- Apparently Unaffected (2005)
- Cause and Effect (2008)
- Viktoria (2011)
- Weapon in Mind (2013)
- Growing Pains (2015)

### Синглы
- My Lullaby (2002)
- You're the Only One (2004)
- Miss You Love (2005)
- Just Hold Me
- Our Battles (2007)